# 西陣キネマ
西陣キネマ（にしじんキネマ）は、かつて存在した日本の映画館である。1920年（大正9年）に大黒座（だいこくざ）として開業、その後、西陣マキノキネマ（にしじんマキノキネマ）、西陣映画劇場（にしじんえいがげきじょう）と改称し、表題の館名に至る。1984年（昭和59年）6月閉館。マキノキネマの直営館であったこと、水上勉の小説『五番町夕霧楼』（1962年）に登場すること等で知られる。

## 沿革
- 1920年 - 大黒座として開業[1]
- 1923年11月 - 西陣マキノキネマに改称、マキノキネマ（マキノ映画製作所）直営館となる
- 1932年2月 - 西陣キネマに改称[1]
- 1943年5月 - 西陣映画劇場に改称[1]
- 1950年代 - 西陣キネマに再改称
- 1984年6月 - 閉館[1]

## データ
- 所在地 : 京都府京都市上京区千本通中立売上ル東入ル北側[1]（西陣京極[4]）
  - 東西俵屋町[6]の西端部にあたり、現在はキング駐車場

北緯35度1分32.46秒 東経135度44分34.46秒 / 北緯35.0256833度 東経135.7429056度
- 観客定員数 : 572名（1927年[3]）
- 歴代代表 : 
  1. 牧野省三 （1923年 - 1929年）
  2. 牧野知世子 （1929年 - 1932年）
  3. 不明 （1932年 - 1940年前後）
  4. 佐々木菊之助 （1940年前後 - 1980年前後）
  5. 佐々木富三郎 （1980年前後 - 1984年）

## 概要
1920年（大正9年）、京都府京都市上京区千本通中立売上ル東入ルにあった西陣京極という繁華街の路地の北側に大黒座として開業した。当時は帝国キネマ演芸作品の専門館であった。
牧野省三が日活から独立した1923年（大正12年）6月1日、株式会社マキノ映画製作所を設立し、等持院撮影所を稼働し始め、その半年後の同年11月、同社をマキノキネマ株式会社に改組、西陣京極の映画館・大黒座を改称して西陣マキノキネマとし、これを同社の直営館とした。その後、1924年（大正13年）7月、マキノキネマが東亜キネマに吸収され、同社の等持院撮影所は東亜キネマ等持院撮影所となるが、1925年（大正14年）6月には牧野省三が東亜キネマを退社、新たに御室撮影所を建設してマキノ・プロダクションを設立、同館は、ひきつづき西陣マキノキネマとして営業された。多くは、新京極の京都マキノキネマを代表館として封切ったが、1927年（昭和2年）10月1日には、『朝焼け小焼け』（監督井上金太郎）が、全国公開の一番手として同館で封切られた。同年に発行された『日本映画事業総覧 昭和五年版』によれば、当時の観客定員数は572名、支配人は持田詮則であった。持田は奈良出身で、1919年（大正8年）には台北庁財務課で税務吏を務めていた人物である。
1929年（昭和4年）7月25日、牧野省三が死去、1930年（昭和5年）12月、賃金未払いとそれにともなうストライキ以降、マキノ・プロダクションの経営は悪化し、1931年（昭和6年）6月2日、新マキノ映画株式会社を新設するも、同年10月、同社は解散している。竹中労によれば、マキノ直営であった同館および新京極の京都マキノキネマ、大宮通の西陣帝国館は、東活映画社の傘下に入った、とのことである。1932年（昭和7年）2月には、西陣キネマに改称、洋画の二番館になった。同年8月、事業不振を理由に26名の従業員のうち7名を解雇したところ、同月15日に争議となり、同月25日に解決したとの記録が残っている。
1933年（昭和8年）6月に大都映画が設立されて以降は同社の映画も、次いで1935年（昭和10年）2月に極東映画が設立されて以降は、同社の映画も上映した。1935年（昭和10年）、極東映画が東宝映画に吸収されたため、同年2月からは東宝映画の封切り上映館になった。作家の水上勉は回想記『わが女ひとの記』（1983年）で、当時、同館で大都映画を観たことなど、千本通・西陣界隈の映画館の記憶を語っている。1942年（昭和17年）に発行された『映画年鑑 昭和十七年版』によれば、当時の経営は「佐々木規矩之助」（佐々木菊之助）の個人経営であり、支配人は田中由之助であった。1943年（昭和18年）5月には、西陣映画劇場に改称している。
第二次世界大戦終了後は、1950年代までに西陣キネマに再改称しており、『風と共に去りぬ』（監督ヴィクター・フレミング）、『駅馬車』（監督ジョン・フォード）等のアメリカ映画を上映した。戦後もオーナー・佐々木菊之助の個人経営、佐々木富三郎の支配人、という体制が、少なくとも、1977年（昭和52年）ころまで続いた。1984年（昭和59年）6月、閉館した。『映画年鑑 1983』および『映画年鑑 1984』によれば、最末期にあたるこの時期のオーナー兼支配人は佐々木富三郎と記されている。
2013年（平成25年）現在、西陣地区に残る映画館は、千本日活（かつての五番町東宝）のみである。『上京 史蹟と文化』が同地区の映画館の特集記事を掲載した1992年（平成4年）には、西陣キネマの隣地に位置した西陣大映（のちのシネ・フレンズ西陣、経営東梅田日活）も営業していたが、2005年（平成17年）5月31日に閉館している。